# Fterikudi
Fterikudi (gr. Φτερικούδι) – wieś w Republice Cypryjskiej, w dystrykcie Nikozja. W 2011 roku liczyła 90 mieszkańców.